# Kamienica przy ulicy Staromiejskiej 2 w Katowicach
Kamienica przy ulicy Staromiejskiej 2 w Katowicach – zabytkowa kamienica mieszkalno-handlowa, położona przy ulicy Staromiejskiej 2 w Katowicach-Śródmieściu. Została ona wybudowana w stylu eklektycznym z dominującymi elementami neobaroku w latach 1894–1895, a zaprojektował ją R. Czieslik. 

## Historia
Kamienica została wybudowana w latach 1894–1895 (bądź w 1894 roku), a za jej projekt odpowiadał R. Czieslik. Był on również pierwszym właścicielem kamienicy. W następnych latach właścicielami budynku byli m.in. W. Trupke i rodzina Czaplickich.
W 1911 roku odnowiono fasadę kamienicy, zaś w latach 1913–1914 przebudowano parter i pierwsze piętro. W październiku 1922 roku przy ówczesnej ulicy Poprzecznej 2 pochodzący z Łodzi księgarz Ludwik Fiszer otworzył filię swojej księgarni, która działała do 1933 roku. W 1928 roku zatrudniała ona 20 osób. W 1935 roku właścicielem budynku był Wincenty Czaplicki. W kamienicy prowadził on wówczas magazyn sprzętów kuchennych. W tym czasie swoją placówkę miało tu także Zjednoczenie Sprzedaży kwasu siarczanego oraz skład konfekcji dziecięcej Eufemii Brauer. W okresie międzywojennym przy numerze nr 2 swoją siedzibę miała także Spółka Akcyjna „Kopalniak” oraz Ferrometal Towarzystwo Żelazo-Metalowe.
31 października 1991 roku budynek wpisano do rejestru zabytków. W 1994 roku wyczyszczono fasadę budynku. 
W 2018 roku w kamienicy znajdowały się m.in. oddziały banków Nordea i BGŻ, zaś na początku 2022 w systemie REGON było czynnych 18 aktywnych podmiotów gospodarczych z siedzibą przy ulicy Staromiejskiej 2. W tym czasie działała tu m.in. kancelaria adwokacka i zakład zegarmistrzowski.

## Charakterystyka

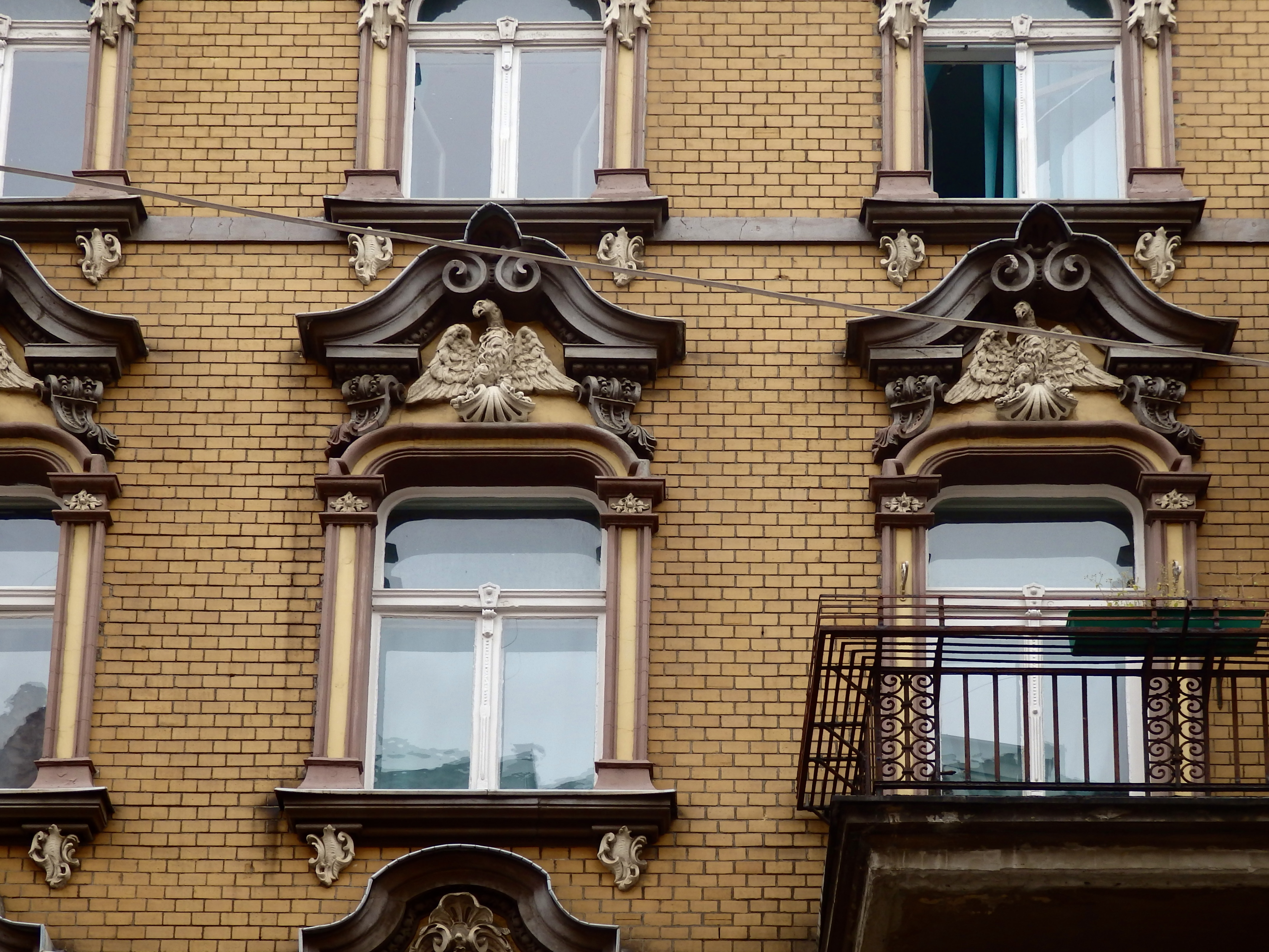
Fragment fasady na wysokości trzeciej kondygnacji; widoczne naczółka z wizerunkami orłów

Zabytkowa kamienica mieszkalno-handlowa położona jest przy ulicy Staromiejskiej 2 w katowickiej dzielnicy Śródmieście. 
Jest ona wybudowana w stylu eklektycznym z dominującymi elementami neobarokowymi.
Powstała na planie prostokąta i wraz z dwiema bocznymi oficynami i jedną tylną tworzy czworokąt zabudowy wokół wewnętrznego dziedzińca. Powierzchnia zabudowy kamienicy wynosi 659 m². Ma ona cztery kondygnacje nadziemne, poddasze oraz podpiwniczenie. Bryła budynku jest zwarta, kryta dachem dwuspadowym o stromej połaci frontowej, pośrodku którego znajduje się mansarda.
Fasada kamienicy jest symetryczna, siedmioosiowa, licowana żółtą cegłą, zaś w środkowej osi znajduje się wykusz, który tak samo jak detale architektoniczne kamienicy jest tynkowany. Wykusz ma formę prostokątną, z oknami szerszymi od pozostałych, a na trzeciej kondygnacji przylegają do niego obustronnie balkony z metalowymi balustradami. Wykusz także jest zwieńczony balkonem, zaś cała elewacja kamienicy zwieńczona jest gzymsem konsolowym.
Parter kamienicy został z biegiem czasu przebudowany i ma duże okna wystawowe. Bramę wejściową do kamienicy ulokowano w środkowej osi kamienicy i prowadzi do sieni przelotowej oraz klatki schodowej. Schody są dwubiegowe, drewniane, z balustradą tralkową.
Okna kamienicy są zamknięte łukowo i zostały ujęte w dekoracyjne obramowania, z czego okna drugiej i trzeciej kondygnacji zostały zamknięte łukiem odcinkowym, a obramowania zwieńczono wolutowym naczółkiem z dekoracją sztukatorską z przedstawieniem postaci lwów (na drugiej kondygnacji) oraz orłów (na trzeciej kondygnacji).
Kamienica jest wpisana do rejestru zabytków pod numerem A/1442/91 – granice ochrony obejmują cały budynek. Budynek wpisany jest także do gminnej ewidencji zabytków miasta Katowice.